# Рабочая милиция PPS—WRN
Это статья о военизированном формировании ППС—Свобода, Равенство, Независимость.

О военизированных формированиях ППС, ППС—Прежняя революционная фракция и ВСРП см. статьи Рабочая милиция Варшавы (1921—1939) и Рабочая милиция (ВНР).
Рабочая милиция PPS-WRN (пол. Milicja Robotnicza PPS-WRN) — польское вооружённое формирование антинацистского подполья 1939—1945 годов. Являлась одним из военизированных подразделений Польской социалистической партии — Свобода, Равенство, Независимость (PPS—WRN).

## Традиция и продолжение
Наличие военизированных формирований являлось традицией Польской социалистической партии (PPS). Боевые дружины PPS активно действовали во время революции 1905—1907 годов. С партией — преимущественно с группами, ориентированными на Юзефа Пилсудского — были связаны Польские легионы и Польская военная организация. В 1917 были организованы вооружённые Группы боевой тревоги, в 1918 партийное ополчение PPS под командованием Юзефа Корчака называлось Народной милицией. В 1921 Раймунд Яворовский и Юзеф Локетек сформировали Рабочую милицию при Варшавском комитете PPS. В 1930-х годах ополчение PPS называлось «Социалистическое действие».
Эта традиция продолжилась в период нацистской оккупации Польши. В октябре 1939 года в подполье была учреждена преобразованная PPS — Польская социалистическая партия — Свобода, Равенство, Независимость (PPS—WRN). При ней создавались военизированные структуры — Гвардия Людова WRN (вооружённая борьба против оккупантов) и Рабочая милиция (гражданская самооборона, поддержание порядка на контролируемых территориях, разведка и контрразведка). Руководство обеими структурами замыкалось на руководящий орган PPS-WRN во главе с Казимежем Пужаком, имевшим опыт партийных боевых дружин и командования в «Социалистическом действии». Комендантом (командующим) Рабочей милиции стал ветеран Польских легионов Антоний Пайдак, его заместителями — Станислав Соболевский и Владислав Вильчиньский.

## Структура и деятельность
Рабочая милиция структурировалась по принципу конспиративных «пятёрок», объединяемых во взводы и батальоны. Кадры комплектовались из социалистических активистов рабочего движения. В 1944 году общая численность составляла около 27 тысяч человек. Наиболее крупные формирования действовали в Силезии (3—6 тысяч; командиры — Винценты Балицкий, Юзеф Калич), Кракове (более 6 тысяч; Ян Вцисло, Сатурнин Новаковский), Радоме (3,2 тысячи; Стефан Хейне, Ян Семек), Варшаве (более 3 тысяч; Владислав Вильчиньский, Люциан Тобольский, Людвик Вилиньский), Жешуве (более тысячи; Винценты Рубаха, Тытус Волиньский).
Задачей Рабочей милиции PPS-WRN являлось обеспечение безопасности населения и структур подполья. Велась также разведывательная и контрразведывательная деятельность. Особой функцией было осуществление актов саботажа на предприятиях при одновременном сохранении промышленного потенциала Польши и защите работников. Рабочая милиция рассматривалась руководством PPS-WRN как своего рода действующая модель силовой структуры для будущего польского правительства.
Бойцы Рабочей милиции PPS-WRN участвовали в Варшавском восстании. Сражение VI батальона милиции на баррикадах Старого города описал в книге «Гражданские лица в Варшавском восстании» (издана в ПНР в 1974 году) заместитель коменданта Рабочей милиции Станислав Соболевский.
Деятельность Рабочей милиции PPS-WRN была насильственно прекращена в 1945 году коммунистическим репрессивным аппаратом. Пайдак и Пужак были осуждены в Москве на «процессе шестнадцати».